# Protolaeospira canina
Protolaeospira canina är en ringmaskart som beskrevs av Knight-Jones 1973. Protolaeospira canina ingår i släktet Protolaeospira och familjen Serpulidae. Inga underarter finns listade i Catalogue of Life.